# Liste der Gebietsänderungen in Sachsen-Anhalt 2004
Die Liste der Gebietsänderungen in Sachsen-Anhalt 2004 enthält Änderungen an Gemeindegebieten des Landes Sachsen-Anhalt in der Zeit vom 1. Januar 2004 bis zum 31. Dezember 2004. Dazu zählen unter anderem Zusammenschlüsse und Trennungen von Gemeinden, Eingliederungen von Gemeinden in eine andere, Änderungen des Gemeindenamens und Umgliederungen von Teilen einer Gemeinde in eine andere.

## Legende
- Datum: juristisches Wirkungsdatum der Gebietsänderung
- Gemeinde vor der Änderung: Gemeinde vor der Gebietsänderung
- Gebietsänderung: Art der Gebietsänderung
- Gemeinde nach der Änderung: Gemeinde nach der Gebietsänderung
- Landkreis: Landkreis der Gemeinde nach der Gebietsänderung

Die Sortierung erfolgt chronologisch: Datum, kreisfreie Städte, Landkreise, aufnehmende oder neu gebildete Gemeinde. Heute noch bestehende Gemeinden sind farbig unterlegt.

## Liste
| Datum      | Gemeinde vor der Änderung                                                                                      | Maßnahme        | Gemeinde nach der Änderung | Landkreis              |
| ---------- | --- | --------------- | -------------------------- | ---------------------- |
| 01.01.2004 | Gischau | Eingliederung   | Beetzendorf                | Altmarkkreis Salzwedel |
| 01.01.2004 | Zieko | Eingliederung   | Coswig (Anhalt)            | Anhalt-Zerbst          |
| 01.01.2004 | Rathmannsdorf                                                                                                  | Eingliederung   | Staßfurt                   | Aschersleben-Staßfurt  |
| 01.01.2004 | Hohenziatz | Eingliederung   | Möckern                    | Jerichower Land        |
| 01.01.2004 | Wörbzig | Eingliederung   | Gröbzig                    | Köthen                 |
| 01.01.2004 | Arensdorf Baasdorf Dohndorf Löbnitz an der Linde Wülknitz                                                      | Eingliederung   | Köthen (Anhalt)            | Köthen                 |
| 01.01.2004 | Volkstedt | Eingliederung   | Lutherstadt Eisleben       | Mansfelder Land        |
| 01.01.2004 | Frankleben Großkayna Roßbach                                                                                   | Eingliederung   | Braunsbedra                | Merseburg-Querfurt     |
| 01.01.2004 | Grockstädt Leimbach Schmon Vitzenburg Weißenschirmbach Ziegelroda                                              | Eingliederung   | Querfurt                   | Merseburg-Querfurt     |
| 01.01.2004 | Dahlenwarsleben Groß Ammensleben Gutenswegen Jersleben Klein Ammensleben Meseberg Samswegen Vahldorf           | Zusammenschluss | Niedere Börde              | Ohrekreis              |
| 01.01.2004 | Dieskau Dölbau Gröbers Großkugel                                                                               | Zusammenschluss | Kabelsketal                | Saalkreis              |
| 01.01.2004 | Schelkau | Eingliederung   | Teuchern                   | Weißenfels             |
| 01.01.2004 | Elbingerode (Harz) Königshütte (Harz) Rübeland                                                                 | Zusammenschluss | Elbingerode (Harz)         | Wernigerode            |
| 01.01.2004 | Löben | Eingliederung   | Annaburg                   | Wittenberg             |
| 29.01.2004 | Löbnitz (Bode)                                                                                                 | Eingliederung   | Förderstedt                | Schönebeck             |
| 01.03.2004 | Winningen | Eingliederung   | Aschersleben               | Aschersleben-Staßfurt  |
| 01.03.2004 | Cochstedt Groß Börnecke Hecklingen Schneidlingen                                                               | Zusammenschluss | Hecklingen                 | Aschersleben-Staßfurt  |
| 01.03.2004 | Göttnitz Löberitz Salzfurtkapelle Schrenz Spören Stumsdorf Zörbig                                              | Zusammenschluss | Zörbig                     | Bitterfeld             |
| 01.03.2004 | Kleinhelmsdorf Weickelsdorf                                                                                    | Zusammenschluss | Heidegrund                 | Burgenlandkreis        |
| 01.03.2004 | Mützel | Eingliederung   | Genthin                    | Jerichower Land        |
| 01.03.2004 | Buschkuhnsdorf Gentha Holzdorf Kleinkorga Linda (Elster) Mellnitz Mönchenhöfe Morxdorf Neuerstadt Reicho Seyda | Eingliederung   | Jessen (Elster)            | Wittenberg             |
| 10.03.2004 | Atzendorf | Eingliederung   | Förderstedt                | Schönebeck             |
| 13.03.2004 | Großzöberitz                                                                                                   | Eingliederung   | Zörbig                     | Bitterfeld             |
| 15.03.2004 | Rödgen | Eingliederung   | Wolfen                     | Bitterfeld             |
| 01.07.2004 | Heideloh Ramsin Renneritz Zscherndorf                                                                          | Eingliederung   | Sandersdorf                | Bitterfeld             |
| 01.07.2004 | Gunsleben Hamersleben Neuwegersleben                                                                           | Zusammenschluss | Am Großen Bruch            | Bördekreis             |
| 01.07.2004 | Barleben Ebendorf Meitzendorf                                                                                  | Zusammenschluss | Mittelland                 | Ohrekreis              |
| 01.07.2004 | Rade | Eingliederung   | Jessen (Elster)            | Wittenberg             |
| 01.08.2004 | Burgliebenau Döllnitz Ermlitz Hohenweiden Korbetha Lochau Raßnitz Röglitz Schkopau                             | Zusammenschluss | Schkopau                   | Merseburg-Querfurt     |
| 17.10.2004 | Spielberg Taugwitz                                                                                             | Zusammenschluss | Taugwitz                   | Burgenlandkreis        |